# Гюрбей Ілері
Гюрбей Ілері (нар. 13 лютого 1988, Стамбул) — турецький актор серіалів.

## Кар'єра
Гюрбей Ілері, який закінчив акторський факультет Університету Бейкента, розпочав свою кар'єру з телесеріалу Arka Sıradakiler. У 2008 році він зіграв роль друга Беркіна Чагатая у фільмі «Aiakta Gal». Гюрбей Ілері, яка також знялася в телесеріалі Kalpim Seni Seçti, зіграв роль Шехзаде Мехмета в телесеріалі Величне століття. Роксолана в сезоні 2012—2013 років. У 2014 році він зіграв роль Набі в серіалі ATV Yasak. У сезоні 2014—2015 він зіграв роль Керема Сертера, племінника Кахрамана Йорукхана, в серіалі STAR TV під назвою «День, коли була написана моя доля». У сезоні 2015—2016 зіграв роль Араса в серіалі ATV «Повернення додому». У сезоні 2016—2017 він зіграв роль юнака Асима в серіалі TRT 1 під назвою «Sevda Kuşun Kanadında». У сезоні 2017—2018 він зіграв роль Санджар Бея в серіалі TRT 1 під назвою «Diriliş Ertuğrul». Він зіграв молодого чоловіка, хворого на рак шлунка, у фільмі «Алі», який вийшов на екрани у 2019 році. Він зіграв роль Фатіха у фільмі «Özgür Dünya», який вийшов на екрани того ж року.

## Фільмографія
| Телебачення | Телебачення              | Телебачення    | Телебачення |
| Рік         | Назва                    | Роль           |             |
| ----------- | ------------------------ | -------------- | ----------- |
| 2007-2012   | Arka Sıradakiler         | Керем Кіратлі  |             |
| 2011        | Kalbim Seni Seçti        | Каан Мертоглу  |             |
| 2012-2013   | Muhteşem Yüzyıl          | Шехзаде Мехмед |             |
| 2014        | Yasak                    | Набі           |             |
| 2014-2015   | Kaderimin Yazıldığı Gün  | Керем Сертер   |             |
| 2015        | Eve Dönüş                | Арас           |             |
| 2016-2017   | Sevda Kuşun Kanadında    | Асім           |             |
| 2017-2018   | Diriliş Ertuğrul         | Санкар бей     |             |
| Кіно        |                          |                |             |
| Рік         | Назва                    | Роль           |             |
| 2008        | Ayakta Kal               | Кагатай        |             |
| 2019        | Ali                      | Алі            |             |
| 2019        | Özgür Dünya              | Фатіх          |             |
| 2021        | Avcı: İlk Kehanet        |                |             |
| 2023        | Güneşi Beklerken Simitçi | Симітчи        |             |